# Нулато (Аляска)
Нулато (англ. Nulato, Коюкі. Noolaaghe Doh) — місто (англ. city) в США, в окрузі Юкон-Коюкук штату Аляска. Населення — 239 осіб (2020). Місто обслуговує однойменний аеропорт.

## Географія

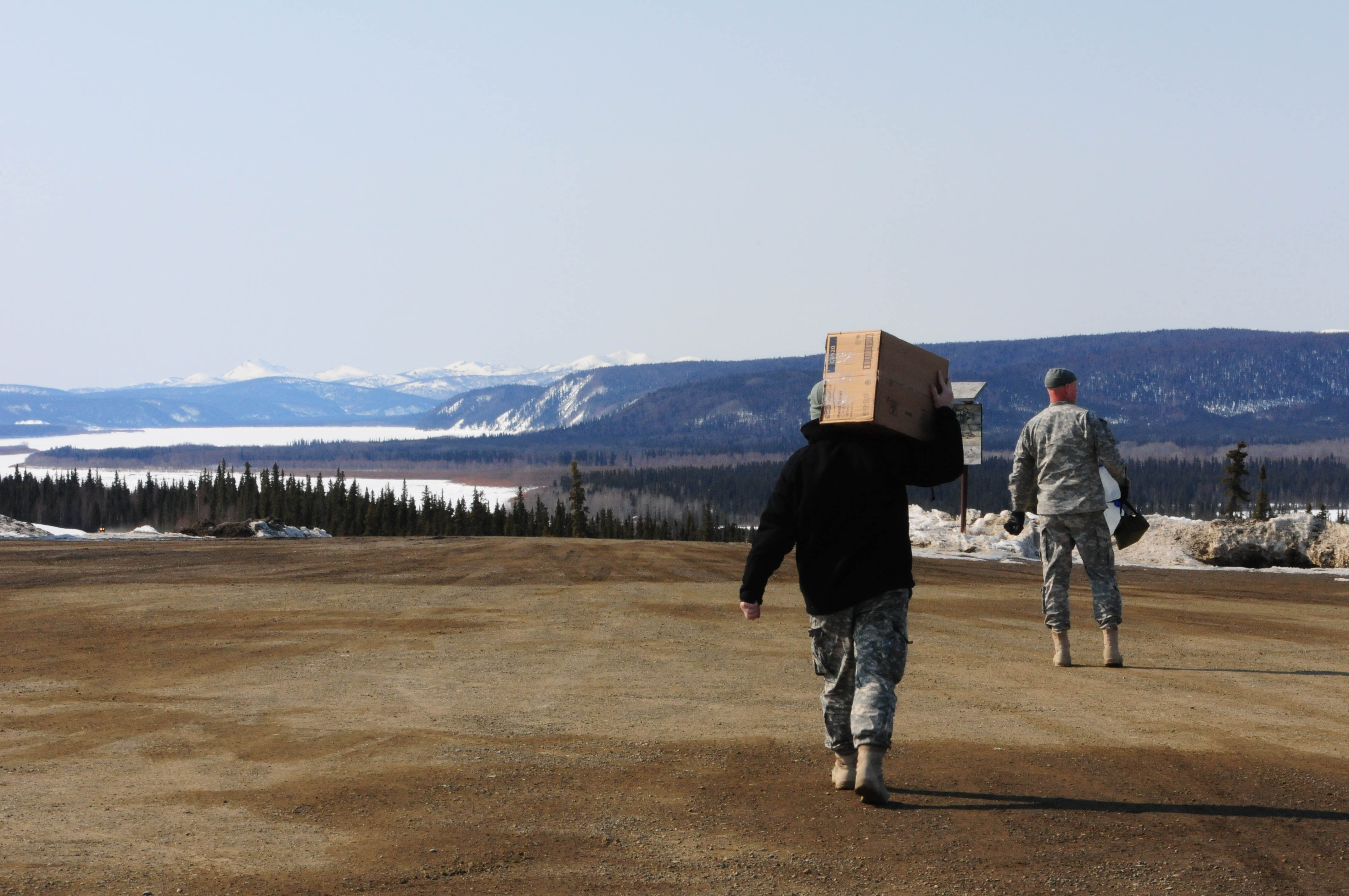
Поповнення запасів медичного корпусу в Нулато

Нулато розташоване в західній частині центральної Аляски на березі річки Юкон. Нулато розташоване за координатами 64°41′24″ пн. ш. 158°17′2″ зх. д. / 64.69000° пн. ш. 158.28389° зх. д. (64.689872, -158.283770).  За даними Бюро перепису населення США в 2010 році місто мало площу 113,66 км², з яких 107,65 км² — суходіл та 6,01 км² — водойми.

## Історія
1838 року російський дослідник Малахов та чотири його людини відвідали індіанське селище Нулагіто, де раніше не ступала нога білої людини. Там мешкало 36 людей, білих зустріли дуже добродушно, і вони проживали там майже два місяці. Наступного року він із загоном повернувся туди, але побачив, що селище практично знищено віспою, яку він, швидше за все, сам і заніс рік тому, вижили лише троє жінок та п'ять дітей. Малахов заснував на цьому місці торговий пост. 1841 року пост довелося відбудовувати заново, оскільки він був спалений невідомими. З 1884 року в регіоні почалася «золота лихоманка», 1887 року в поселенні відкрилася перша школа та місія Римсько-католицької церкви. 1897 року відкрилося перше поштове відділення. Наприкінці XIX століття епідемії продовжили атакувати поселення, зокрема, кір 1900 року забрав життя третини населення Нулато. До початку XX століття в невеликому містечку було 46 човнів на плаву, а біля причалу зупинялося по два пароплава в день для придбання дров. З 1906 року активність поселення завмерла в зв'язку з закінченням локальної «золотої лихоманки». 1918 року в 53 кілометрах від Нулато було засновано місто Галина, у якого почали роботу шахти з видобутку свинцю, у зв'язку з чим відбувся деякий економічний підйом і в Нулато.
1963 року Нулато отримало статус міста (city), в 1970-х роках були побудовані клініка, друга школа, прокладений водопровід, з'явилося радіо та телебачення. 1981 року в півтора кілометрах на північ від Нулато, на пагорбах, почалося будівництво нової частини міста, внаслідок за станом на 2006 рік воно вже більш ніж вдвічі перевищує площу «старого міста».

## Демографія
Згідно з переписом 2010 року, у місті мешкали 264 особи в 92 домогосподарствах у складі 61 родини. Густота населення становила 2 особи/км².  Було 134 помешкання (1/км²). 
Расовий склад населення:
| - 94,3 % — корінних американців - 4,9 % — білих |

До двох чи більше рас належало 0,4 %. Іспаномовні складали 0,8 % від усіх жителів.
За віковим діапазоном населення розподілялося таким чином: 26,1 % — особи молодші 18 років, 62,5 % — особи у віці 18—64 років, 11,4 % — особи у віці 65 років та старші. Медіана віку мешканця становила 33,8 року. На 100 осіб жіночої статі у місті припадало 120,0 чоловіків;  на 100 жінок у віці від 18 років та старших — 116,7 чоловіків також старших 18 років.
Середній дохід на одне домашнє господарство  становив 43 252 долари США (медіана — 38 281), а середній дохід на одну сім'ю — 47 187 доларів (медіана — 39 583). Медіана доходів становила 35 833 долари для чоловіків та 25 000 доларів для жінок. За межею бідності перебувало 27,6 % осіб, у тому числі 37,8 % дітей у віці до 18 років та 6,7 % осіб у віці 65 років та старших.
Цивільне працевлаштоване населення становило 93 особи. Основні галузі зайнятості: публічна адміністрація — 44,1 %, освіта, охорона здоров'я та соціальна допомога — 32,3 %, будівництво — 11,8 %, роздрібна торгівля — 3,2 %.